# Maria Schoot

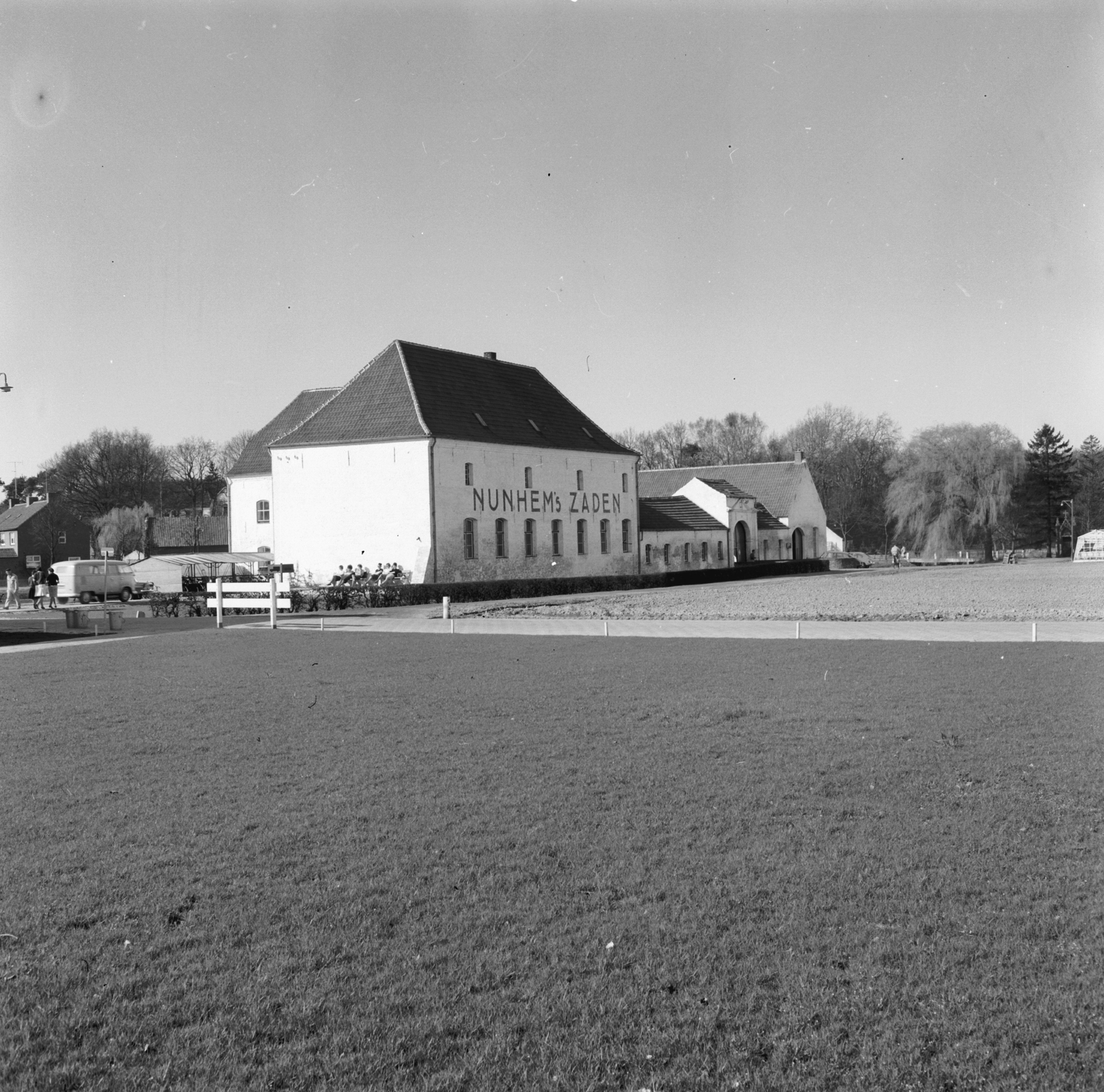
Maria Schoot

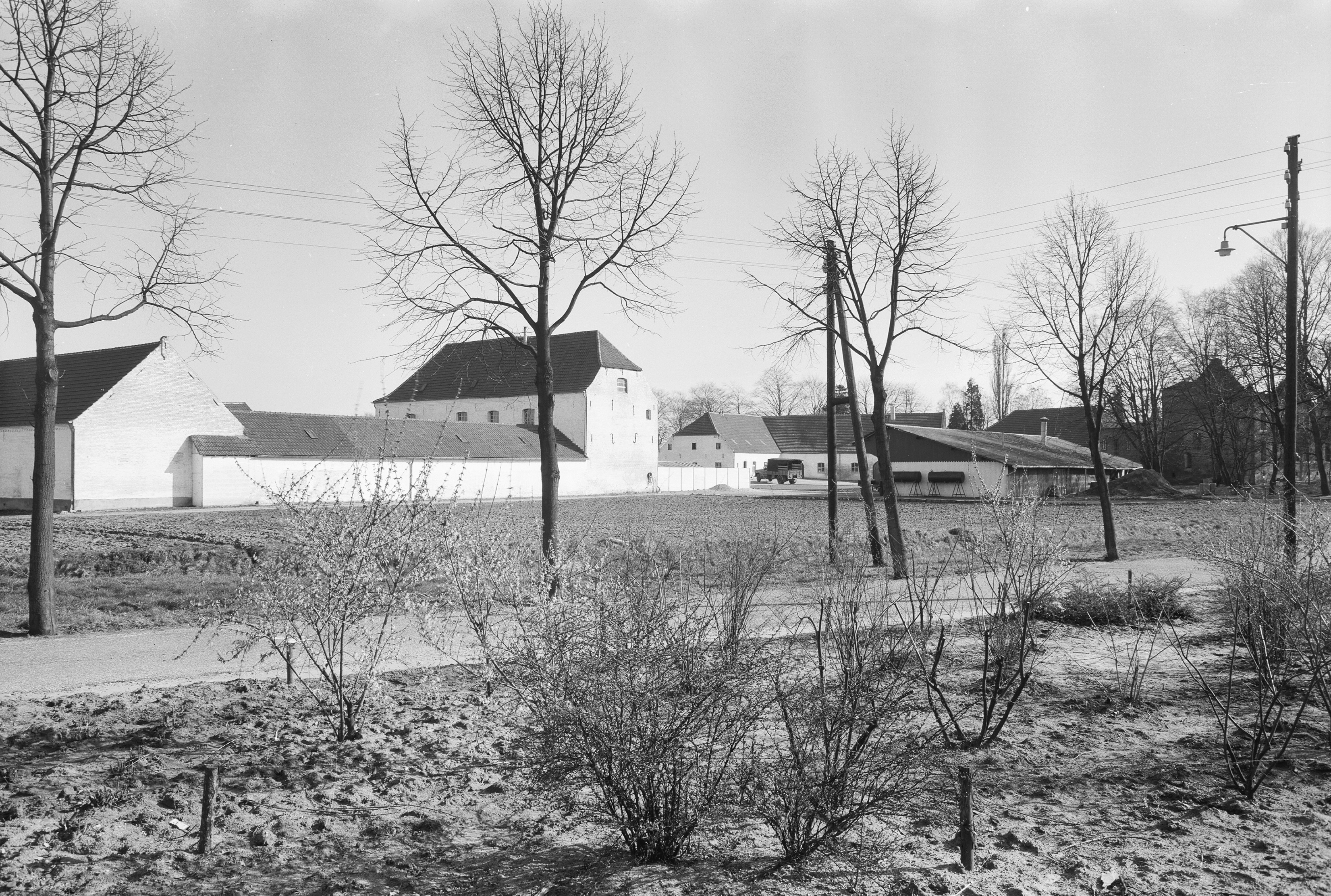
Maria Schoot

Maria Schoot is de naam van een voormalig klooster te Nunhem, gelegen aan het huidige Voort 6.
Het klooster werd bewoond door de Zusters van Onze-Lieve-Vrouwe van Ommel, welke oorspronkelijk in Ommel gevestigd waren, maar na de Vrede van Münster (1648) moesten uitwijken naar elders, waar kloosterleven was toegestaan. Deze zusters namen -in 1732- het genadebeeld uit Ommel mee naar Nunhem. Daar herstichtten ze hun klooster. Omstreeks 1795 werd het klooster -door de Fransen- opgeheven en de bezittingen ervan verbeurd verklaard. Pas in 1840 werd dit beeld teruggebracht naar Ommel.
Het nog bestaande gebouw stamt uit 1735. Het is een hoeve met een gebouw met schilddak, waarop loodrecht een gebouw met wolfsdak staat. Ook is er een poortgebouwtje dat eveneens 18e-eeuws is.